# Hours (Album)
Hours (stilisiert als ’hours...‘) ist das 22. Studioalbum von David Bowie und erschien am 21. September 1999 bei Virgin Records.

## Entstehung und Stil
Aufgenommen wurde von April bis Juni 1999 in den Studios Seaview (Bermuda), Looking Glass (New York City) und Chung King (ebenfalls New York City). Bowie produzierte das Album mit Reeves Gabrels. Das Album entstand aus Material, das Bowie im Rahmen seiner Soundtrack-Komposition für das Computerspiel Omikron: The Nomad Soul komponiert hatte. Anders als viel des experimentellen Materials, das er zuvor in den 1990ern komponiert hatte, handelt es sich um zugänglichere Songs, ähnlich seiner Kompositionen aus den 1980ern. Er sagte, es habe wenig Experimente im Studio gegeben: „There was very little experimentation in the studio. A lot of it was just straightforward songwriting.“

## Titelliste
Alle Titel wurden von David Bowie und Reeves Gabrels geschrieben, What’s Really Happening? wurde zusätzlich von Alex Grant getextet.
| No.          | Titel                                 | Länge |
| ------------ | ------------------------------------- | ----- |
| 1.           | „Thursday's Child“                    | 5:24  |
| 2.           | „Something in the Air“                | 5:46  |
| 3.           | „Survive“                             | 4:11  |
| 4.           | „If I'm Dreaming My Life“             | 7:04  |
| 5.           | „Seven“                               | 4:04  |
| 6.           | „What's Really Happening?“            | 4:10  |
| 7.           | „The Pretty Things Are Going to Hell“ | 4:40  |
| 8.           | „New Angels of Promise“               | 4:35  |
| 9.           | „Brilliant Adventure“                 | 1:54  |
| 10.          | „The Dreamers“                        | 5:14  |
| Gesamtlänge: | Gesamtlänge:                          | 47:06 |

## Rezensionen
Stephen Thomas Erlewine von AllMusic schrieb:
“Toward the end of the album, Bowie branches into harder material, which isn’t quite as successful as the first half of the album, yet shares a similar sensibility. And that’s what’s appealing about Hours -- it may not be one of Bowie's classics, but it's the work of a masterful musician who has begun to enjoy his craft again and isn’t afraid to let things develop naturally.”
„Gegen Ende des Albums wendet sich Bowie härterem Material zu, was ihm nicht so gut gelingt wie in der ersten Hälfte des Albums, aber eine ähnliche Sensibilität aufweist. Und das ist an Hours so reizvoll – es mag nicht zu Bowies Klassikern gehören, aber es ist das Werk eines meisterlichen Musikers, der sein Handwerk wieder genießt und keine Angst davor hat, Dinge natürlich entfalten zu lassen.“

## Kommerzieller Erfolg

### Chartplatzierungen
| ChartsChartplatzierungen       | Höchstplatzierung | Wochen |
| ------------------------------ | ----------------- | ------ |
| Deutschland (GfK)              | 4 (11 Wo.)        | 11     |
| Österreich (Ö3)                | 2 (10 Wo.)        | 10     |
| Schweiz (IFPI)                 | 18 (7 Wo.)        | 7      |
| Vereinigte Staaten (Billboard) | 47 (4 Wo.)        | 4      |
| Vereinigtes Königreich (OCC)   | 5 (6 Wo.)         | 6      |

### Auszeichnungen für Musikverkäufe
| Land/Region                  | Auszeichnungen für Musikverkäufe (Land/Region, Auszeichnung, Verkäufe) | Verkäufe |
| ---------------------------- | ---------------------------------------------------------------------- | -------- |
| Frankreich (SNEP)            | Gold                                                                   | 100.000  |
| Vereinigtes Königreich (BPI) | Gold                                                                   | 100.000  |
| Insgesamt                    | 2× Gold ·                                                              | 200.000  |

Hauptartikel: David Bowie/Auszeichnungen für Musikverkäufe